# Улица Академика Хохлова
У́лица Акаде́мика Хохло́ва (название утверждено 16 марта 1978 года) — улица в Западном административном округе города Москвы на территории МГУ, входящей в состав района «Раменки» и микрорайона «Ленинские горы». Начинается от проспекта Вернадского и заканчивается примыканием к Мичуринскому проспекту. Пересекает улицу Лебедева, Менделеевскую улицу, Менделеевскую аллею.

## Происхождение названия
Улица названа в честь академика, ректора МГУ Р. В. Хохлова (1926—1977).

## Здания и сооружения

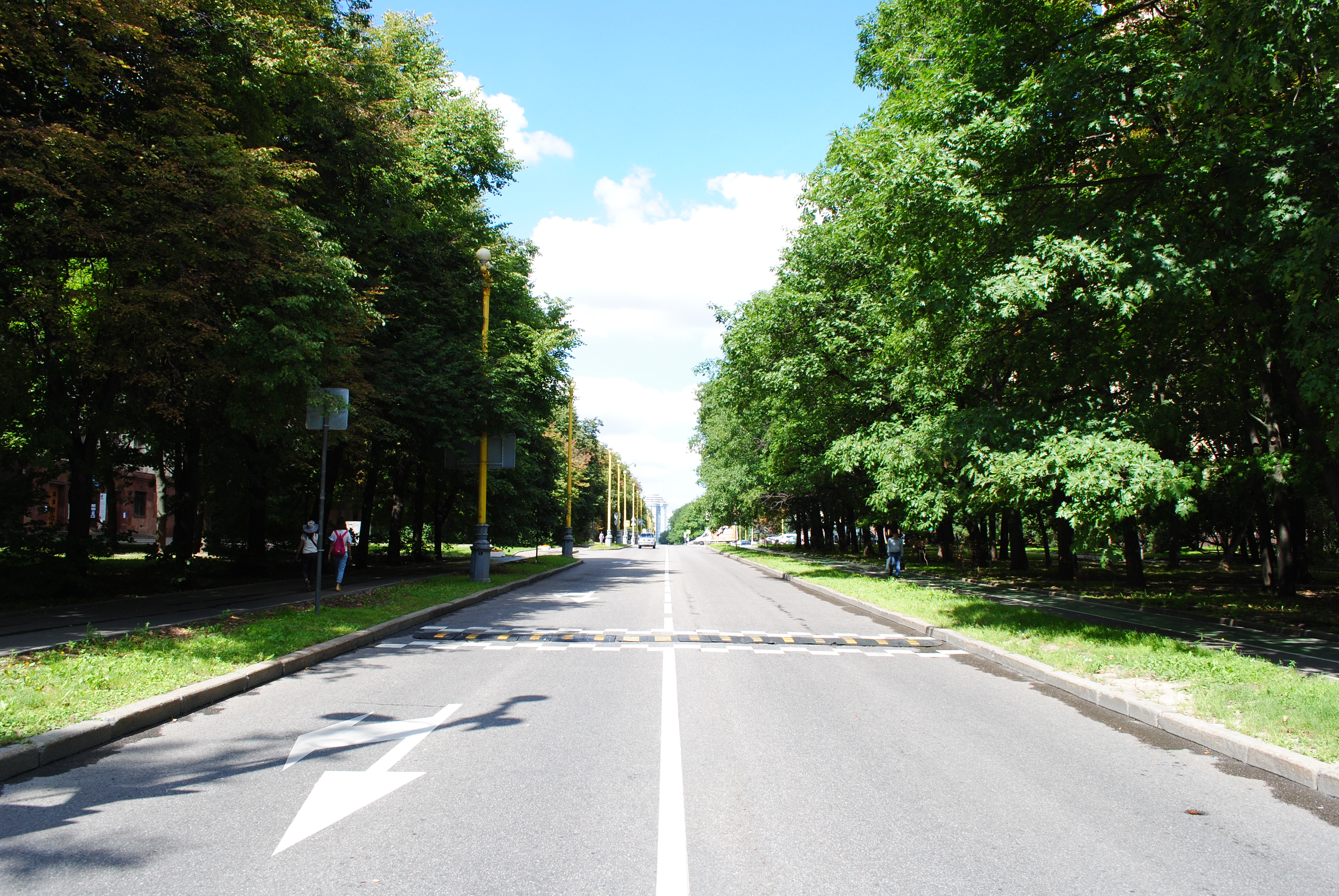
Улица Академика Хохлова (вид от улицы Лебедева в сторону Менделеевской улицы)

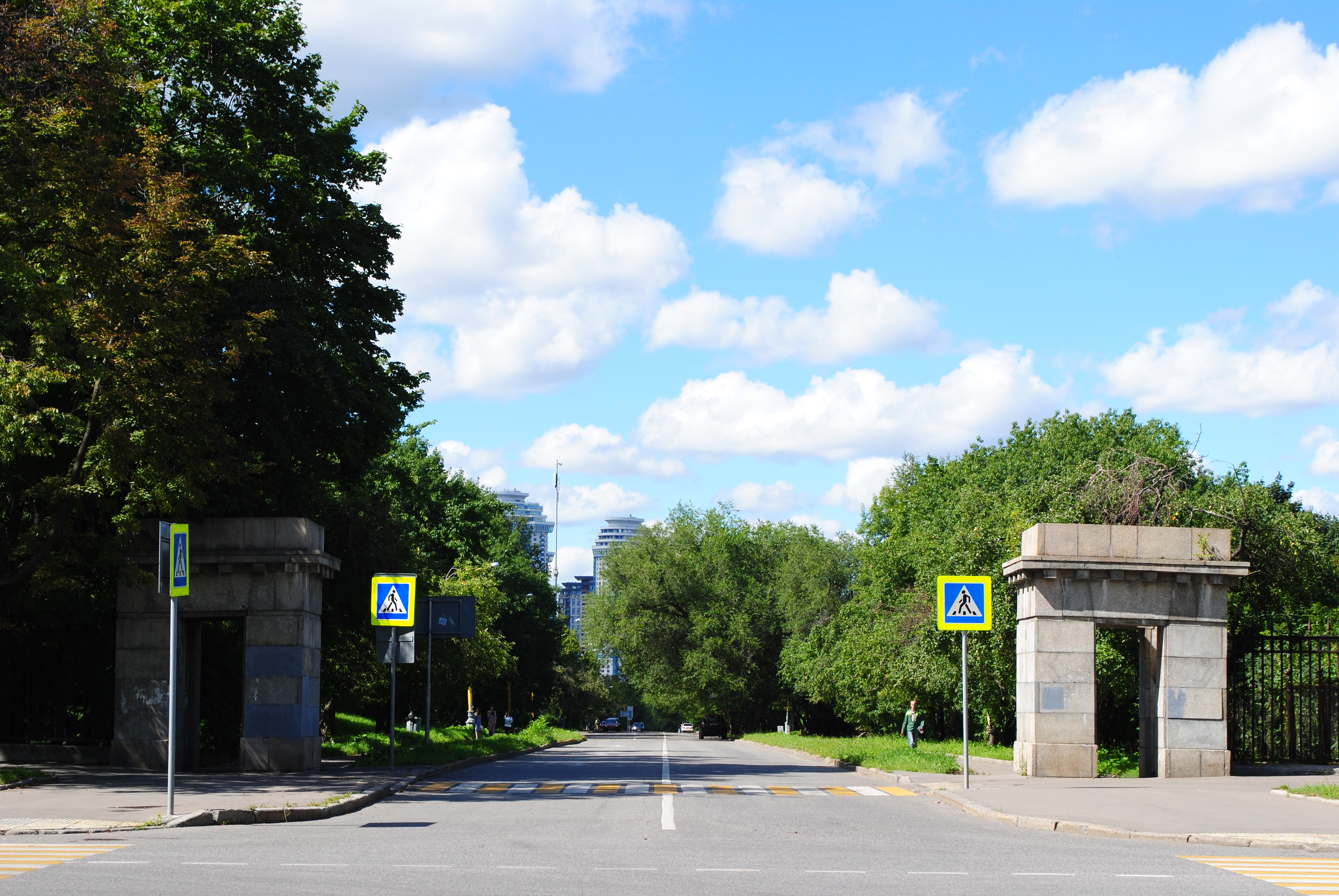
Улица Академика Хохлова (вид от Менделеевской улицы в сторону Мичуринской аллеи)

Как и на других улицах основной территории МГУ, адреса всех зданий на улице Академика Хохлова — Ленинские горы, дом 1 — не содержат в себе названия улицы.
По северо-восточной стороне:
- 1-й гуманитарный корпус (корпус 51)
- Легкоатлетический манеж (корпус 36)
- Главное здание МГУ (корпус 1) — клубная часть
- Ботанический сад МГУ
- Метеорологическая станция МГУ им. М.В. Ломоносова
- Научный парк МГУ

По юго-западной стороне:
- Учебный корпус (строится)
- Корпус 13
- Корпус 35
- Криогенный корпус (корпус 54)
- Корпус 8
- Корпус 38
- 2-й учебный корпус (корпус 52)
- Физический факультет МГУ (корпус 2)
- Химический факультет МГУ (корпус 3)
- Корпус химии сверхвысоких давлений (корпус 9)
- 10-я столовая (корпус 56)
- Биологический факультет МГУ (корпус 12)
- Лабораторный корпус А (корпус 40)
- Корпус нелинейной оптики (корпус 62)
- Институт механики МГУ

## Транспорт
- В 400 метрах по проспекту Вернадского находится станция метро «Университет», а на пересечении с Мичуринским проспектом находится станция «Ломоносовский проспект».
- По центральной части улицы (остановка «Дворец культуры МГУ») проходят маршруты автобусов 1, 57, 111, 113, 119, 464, 661, 715.